# Marinko Čulić
Marinko Čulić (Šibenik, 1951. – Zagreb, 2023.) bio je hrvatski novinar.

## Životopis
Diplomirao je politologiju na Fakultetu političkih nauka u Zagrebu 1977.
Odmah po završetku studija počeo je raditi kao novinar. Zaposlio se 1980. u dnevniku Večernjem listu, u rubrici unutrašnje politike. Zatim je na poziv glavnog urednika Mirka Galića prešao u tjednik Danas, gdje je kao reporter i kao komentator analizirao stanje u jugoslavenskim republikama i na Kosovu, kao i "događanje naroda" na području Knina, dosljedno zagovarajući pregovore kao jedini mogući put prema miru. Nakon gašenja Danasa 1992. pisao je u splitskom tjedniku Nedjeljnoj Dalmaciji, odakle je sa skupinom drugih novinara prešao u dvotjednik, pa tjednik Feral Tribune, gdje nastavio beskompromisnu kritiku politike Franje Tuđmana i HDZ, pišući kolumnu Aritmetika politike. Nakon gašenja Ferala 2008. prešao je u riječki dnevnik Novi list. Ondje mu je tadašnji vlasnik Robert Ježić zabranio pisanje, rekavši mu da je „storniran do daljnjega“, pa se Čulić 2009. zaposlio u zagrebačkom tjedniku Novostima, gdje je i umirovljen 2021. U tom tjedniku je Čulić redovito pisao analitičku političku kolumnu Aritmetika politike, a nastavio ju je ondje objavljivati i poslije umirovljenja.
Čulić je godinama radio i kao radijski novinar za francuske radiostanice.
„Među njegovim stalnim tematskim preokupacijama su hrvatsko-srpski odnosi, hrvatska politika prema BiH, odustajanje SDP-a od socijaldemokracije, demontaža socijalne države, porast nejednakosti u zemlji i svijetu te manjak političke vizije kod naših političara, čime se stvara, prema Čulićevoj ocjeni, 'paklenska formula besperspektivnosti'“ – rezimiralo je Hrvatsko novinarsko društvo.
Bio je potpisnik Deklaracije o zajedničkom jeziku u kojoj se tvrdi da se u Hrvatskoj, Bosni i Hercegovini, Srbiji i Crnoj Gori govore nacionalne standardne varijante zajedničkog policentričnog standardnog jezika.

## Knjige
- Tuđman – anatomija neprosvijećenog apsolutizma (1999.) ISBN 953-6359-33-2
- Tuđman – i poslije Tuđmana (2014.) ISBN 978-9533250380

## Nagrade i priznanja
- Nagrada Vladimir Kristl 1983.
- Nagrada Marija Jurić Zagorka za kolumnu 2003.
- Nagrada "Otokar Keršovani" za životno djelo 2021.
- Nagrada Srpskoga nacionalnog vijeća Svetozar Pribićević za unapređenje hrvatsko-srpskih odnosa 2023.